# استریگماتوستین
استریگماتوستین (به انگلیسی: Sterigmatocystin) یک ترکیب شیمیایی است. و جرم مولی آن 324.28 g/mol می‌باشد.